# مبنى واينرايت

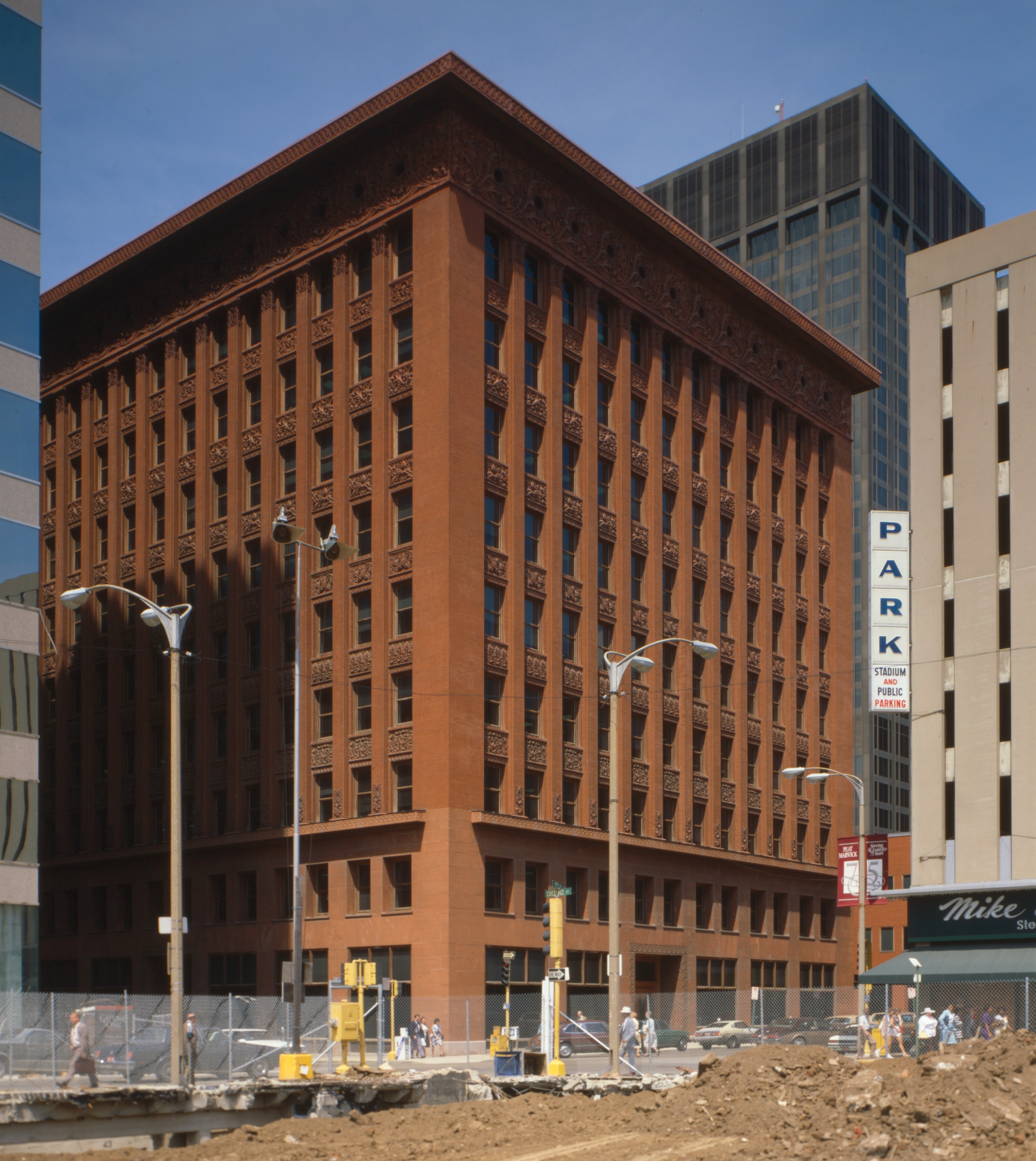
مبنى واينرايت في سانت لويس، ميزوري.

مبنى وينرايت (بالإنجليزية: Wainwright Building) مبنىً تاريخيٌّ، يُعتبر من أوائل ناطحات السحاب في العالم. يقع في مركز مدينة سانت لويس في ولاية ميسوري في الولايات المتحدة. افتتح عام 1891، واعتبر معلماً وطنياً ومحلياً ونموذجاً تأثر به كثير من الأبنية التاريخية الأخرى حسب السجل الوطني للأماكن التاريخية، وهو أحد أهم نماذج مدرسة شيكاغو المعمارية. تعود ملكية المبنى حالياً لولاية ميسوري بما فيه المنازل والمكاتب الحكومية.

والمبنى المعروف أيضاً باسم «مبنى وينرايت لمكاتب الولاية» مبنى مكاتبَ مكونٍ من عشرة طوابقَ بارتفاع واحدٍ وأربعين متراً (ما يعادل 135 قدماً) يقع في العنوان 709 «شارع تشستنُت» Chestnut Street في مركز مدينة سانت لويس بولاية ميسوري. ويعد من أوائل ناطحات السحاب التي جرى التعبير عنها من الناحية الجمالية بشكلٍ كاملٍ. صممه «دانكمار أدلر» Dankmar Adler، ولويس سوليفان Louis Sullivan، وبني بين العامين 1890 و1891. وقد سُمّي على اسم مقاول البناء، والممول «إليس وينرايت».
وُصف المبنى -الذي أدرج كمعلمٍ بارزٍ على الصعيدين المحلي والوطني- بأنه «نموذج أولي شديد التأثير بمبنى المكاتب الحديث» من قبل «السجل الوطني للأماكن التاريخية». وصفه المهندس المعمار فرانك لويد رايت بأنه «أول تعبيرٍ بشريٍّ عن مبنى مكاتبَ فولاذيٍّ طويلٍ مثل الهندسة المعمارية». والمبنى مملوك حالياً من قبل ولاية ميسوري ويضم مكاتب الولاية.
في أيار/مايو من العام 2013 أدرج ضمن حلقةٍ من سلسلة PBS 10 التي غيّرت أمريكا كواحدٍ من «عشرة مبانٍ غيرت أمريكا» لأنه كان «أول ناطحة سحابٍ بدت حقاً القطعة» حيث أطلق على سوليفان لقب «أبو ناطحات السحاب».

## التصميم والبناء
تظهر في هذا المبنى العناصر الأساسية لمباني ناطحات السحاب وبايقاعٍ نظاميٍّ يعتمد اتّباع نظامٍ منهجيٍّ في تقسيم الواجهة إلى ثلاثة أقسامٍ رئيسيةٍ، حيث يعتمد أسلوب التعبير عنها على نوع الوظيفة التي تتضمنها مستويات المبنى المختلفة.
فالقسم الأول يضم كلاً من المستويين الأول والثاني اللذيْن يحويان الفعاليات العامة كالمصارف والمحلات التجارية، وقد جرى التعبير عنها بأسلوبٍ يعتمد الفتحات الواسعة ذات التوجه الأفقي، أما القسم الثاني فيضم المستويات المكررة التي تحوي الخلايا النموذجية الممثلة للمكاتب الإدارية، وجرى التعبير عنها بأسلوب النظام الإيقاعي المكرر الثابت الذي يعكس التعبير الشكلي الموحد مؤكداً على الاتجاه العمودي بأسلوبٍ مناقضٍ للقسم الأول، أما القسم الثالث والأخير، والذي يعتبره المعمار سوليفان مرتبطاً بفعالية المنشأ الإنشائية ذات الطبيعة الفيزيولوجية فأطلق عليها اسم «علّية» أو Atec حيث يُنهي هذا المستوى الأخير فعالية الطوابق المكررة. ويؤكد سوليفان هنا على ضرورة توظيف قوةٍ تعبيريةٍ شكليةٍ في عملية الإنهاء من خلال استثمار مبدأ الارتداد أو تطويع الجدار الصلد المستمر باسلوبٍ يعمل على ترجمة موضوع إنهاء المبنى. كما تظهر اللغة التاريخية في هذا المبنى من خلال توظيف العناصر التزيينية في الواجهات معتمدةً على شكل النبات.
بني مبنى وينرايت بتكليفٍ من «إليس وينرايت» مالك أحد مصانع الجعة في سانت لويس. احتاج «وينرايت» لمساحةٍ مكتبيةٍ لإدارة جمعية منتجي الجعة في سانت لويس. كانت ثاني عمولةٍ كبرى لمبنىً شاهقٍ فازت به شركة Adler & Sullivan، والتي رَقيَت إلى الصدارة العالمية بعد إنشاء مبنى أوديتوريوم Auditorium المكون من عشرة طوابقَ في شيكاغو (صُمم في العام 1886، واكتمل في العام 1889). وفقاً للتصميم كان الطابق الأول من المبنى مخصصاً للمحلات التجارية التي يمكن الولوج إليها من الشارع، بينما كان الطابق الثاني مليئاً بالمكاتب العامة التي يسهل الوصول إليها، أما الطوابق العلوية فكانت مخصصةً للمكاتب «قرص العسل»، في حين خُصص الطابق الأخير لخزانات المياه وآلات البناء.

## البنيان

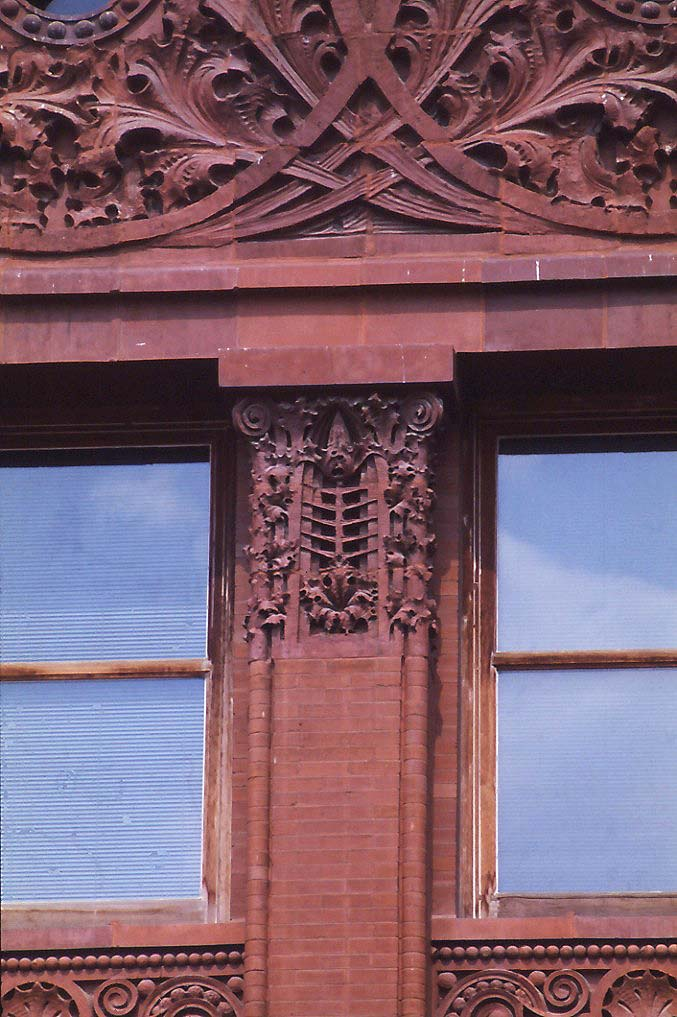
العتبات البارزة تقرأ كدعامات.

من الناحية الجمالية يجسّد مبنى وينرايت نظريات سوليفان حول المبنى الطويل، والذي تضمّن تركيبةً ثلاثيةً (ثلاثة أجزاء) (قاعدة عمود العلية) على أساس هيكل العمود التقليدي، ورغبته في التأكيد على ارتفاع المبنى. لقد كتب: «[ناطحة السحاب] يجب أن تكون طويلةً، كل شبرٍ منها طويل. يجب أن يكون فيها قوة الارتفاع ونفوذه: يجب أن يكون فيها مجد التعالي وفخره. يجب أن يكون كل شبرٍ شيئاً فخوراً ومرتفعاً ينتصب في ابتهاجٍ مطلقٍ. إنها من الأسفل إلى الأعلى وحدة بدون سطر معارضةٍ واحد». استشهد في مقالته عام 1896 بمبنى وينرايت كمثال. وعلى الرغم من مفهوم العمود الكلاسيكي كان تصميم المبنى حديثاً بشكلٍ متعمدٍ، ولم يُبدِ شيئاً من طراز العمارة التقليدية الحديثة neoclassical style التي نظر إليها سوليفان بازدراء.
وصف المؤرخ كارل و. كونديت مبنى وينرايت بأنه «مبنىً به قاعدة قوية ومفصلية بقوةٍ تدعم شاشةً تشكل صورةً حيةً لحركةٍ صعوديةٍ قويةٍ». تحتوي القاعدة على متاجر بيعٍ بالتجزئة تتطلب فتحاتٍ زجاجيةً واسعةً جعلت زخرفة سوليفان للأعمدة الداعمة تُقرأ كأعمدةٍ. وفوق ذلك يجري التعبير عن الطبيعة شبه العامة للمكاتب الموجودة في مجموعةٍ واحدةٍ من السلالم كنوافذَ واسعةٍ في الجدار الساتر. كورنيش يفصل الطابق الثاني عن شبكة النوافذ المتطابقة لجدار الشاشة حيث تكون كل نافذةٍ «خليةً في قرص عسلٍ، لا شيء أكثر». كانت نوافذ المبنى والخطوط المستعرضة مدمجةً قليلاً خلف الأعمدة والعتبات كجزءٍ من «الجمالية الرأسية» لإيجاد ما أسماه سوليفان «شيئاً فخوراً ومرتفعاً» انتقد هذا التصور مذ ذاك الحين فتصميم ناطحة السحاب إنما كان لكسب المال، وليس لتكون بمنزلة رمز.

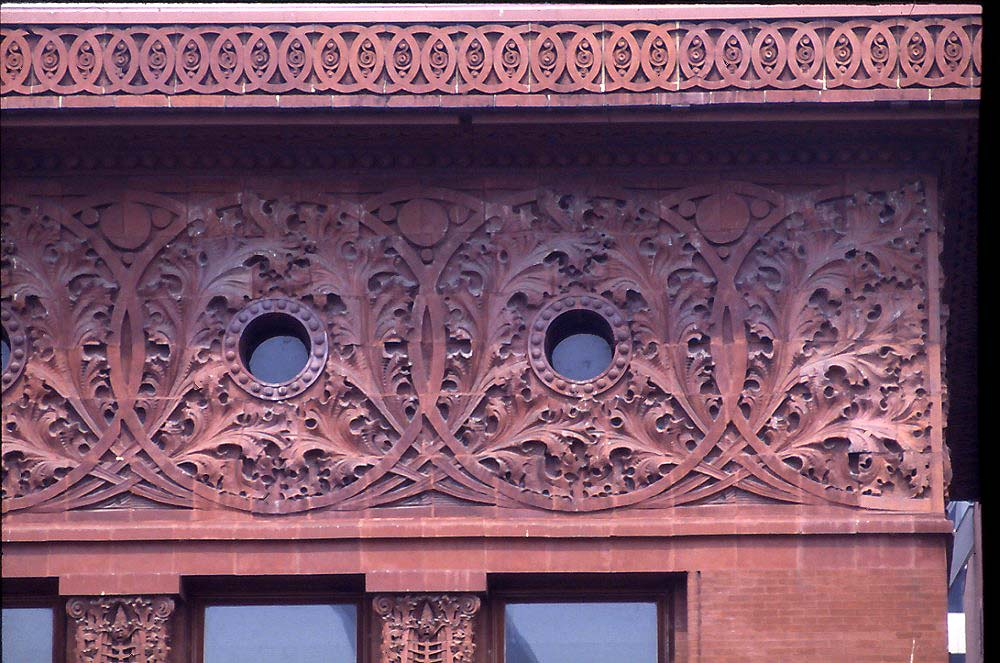
الإفريز المعقد على طول الجزء العلوي من المبنى مع النوافذ على شكل عين الثور.

تتضمن الزخرفة الخاصة بالمبنى إفريزاً عريضاً frieze أسفل الكورنيش العميق، والذي يعبر عن أوراق الشجر الرسمية ولكن الطبيعية من أوراق الكرفس النموذجية لسوليفان والمنشورة في نظامه للزخرفة المعمارية، وأعمدةٍ زخرفيةٍ مزخرفةٍ بين النوافذ في الطوابق المختلفة ومحيط بابٍ مفصلٍ عند المدخل الرئيسي. «بغضِّ النظر عن دعامات الطوب النحيلة، فإن المواد الصلبة الوحيدة لسطح الجدار هي الألواح السباندرل بين النوافذ .... تتميز بأنماطٍ زخرفيةٍ غنيةٍ بتضخيمٍ منخفضٍ، وتتنوع في التصميم والحجم مع كل طابق.» إفريز مثقوب بنوافذَ غير مزعجةٍ على شكل عين الثور تضيء أرضية الطابق العلوي، والتي تحتوي في الأصل على خزانات مياهٍ وآلات مصعد. يشتمل المبنى على زخارفَ من الطين، وهي مادة بناءٍ كانت لها شعبية في ذلك الوقت (زمن البناء).
كان أحد اهتمامات سوليفان الأساسية تطوير رمزيةٍ معماريةٍ تتكون من أشكالٍ هندسيةٍ وتركيبيةٍ بسيطةٍ وزخرفةٍ عضويةٍ. كان مبنى وينرايت بوضعه جنباً إلى جنبٍ مع الموضوعية التكتونية والذاتية العضوية أول عرضٍ لهذه الرمزية.
بالمقابل وعلى عكس سوليفان وصف شريكه أدلر المبنى بأنه «هيكل أعمالٍ عادي» قائلاً:
«في عصرٍ نفعيٍّ مثل عصرنا من الآمن أن نفترض أن مالك العقار والمستثمر في المباني سيستمران في تشييد فئة المباني التي يمكن من خلالها الحصول على أكبر عائدٍ ممكنٍ بأقل تكلفةٍ ممكنةٍ ... إن الغرض من تشييد المباني -غير تلك المطلوبة لإيواء أصحابها- هو على وجه التحديد استثمار من أجل الربح».

يعتبر مبنى وينرايت أول ناطحة سحابٍ تخلت عن الزخرفة العادية المستخدمة في ناطحات السحاب في ذلك الوقت.

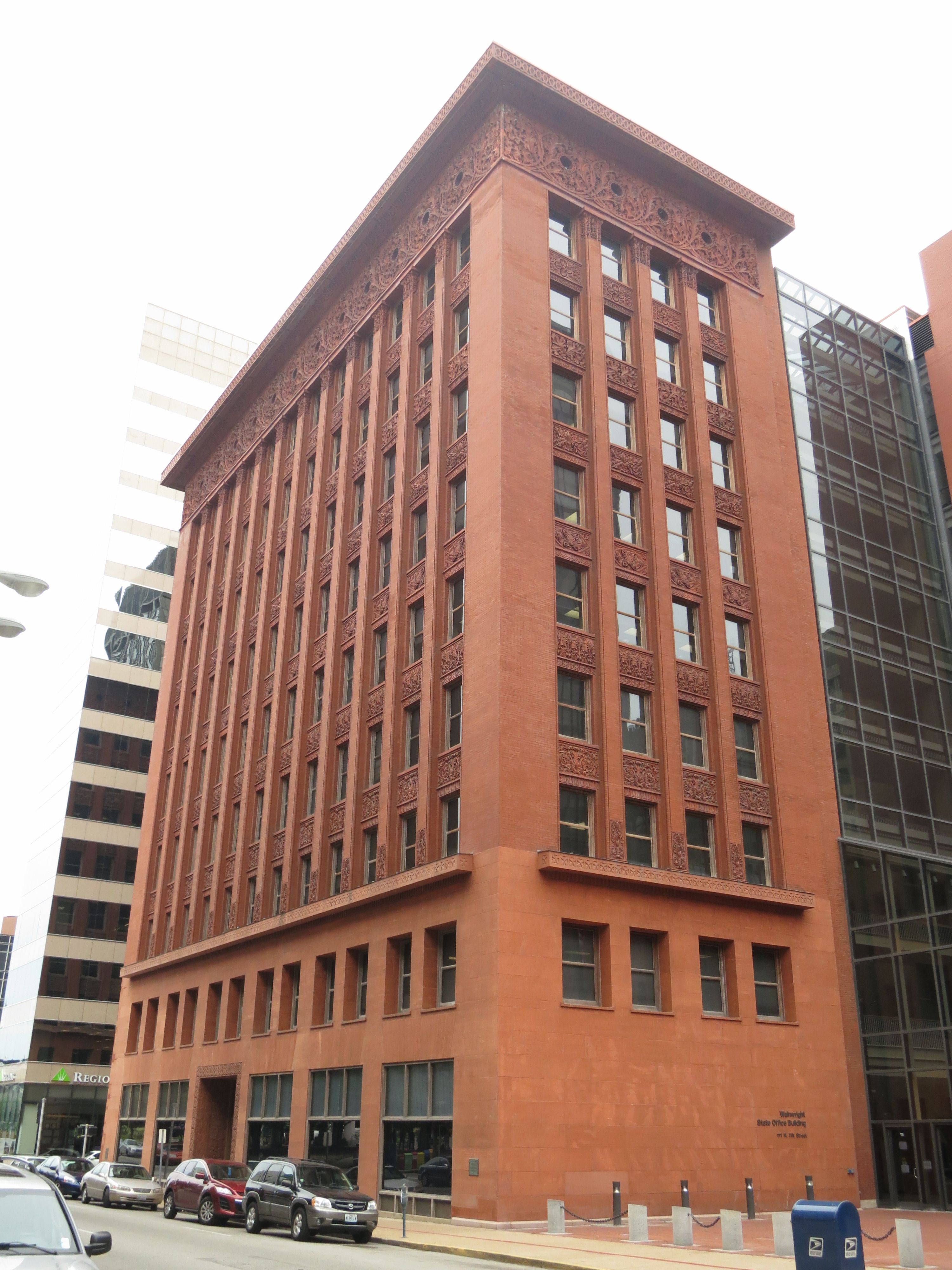
مبنى وينرايت في العام 2012.

أزيلت بعض العناصر المعمارية من المبنى أثناء التجديدات ونقلت إلى «ساوجت» Sauget موقع تخزين إلينوي في «المركز الوطني لفنون البناء».

## التاريخ
عند اكتماله الأولي كان مبنى وينرايت «يحظى بشعبيةٍ لدى الناس»، وحظي بتجاوب النقاد «بشكلٍ إيجابيٍّ».
في العام 1968 صُنّف المبنى كمعلمٍ تاريخيٍّ وطنيٍّ، وفي العام 1972 جرت تسميته معلماً من معالم المدينة.
أنقذ المبنى -في البداية- من الهدم من قبل «الأمانة الوطنية لحماية التاريخ» National Trust for Historic Preservation عندما اتخذت خياراً بشأن الهيكل. ويعود الفضل في ذلك لـ«جمعية معالم لويس» -في أحد انتصاراتها المبكرة- في إنقاذ مبنى وينرايت من مشروع بناءٍ.
هدم «مبنى لينكولن ترست» المجاور (الذي عُرف لاحقاً باسم «مبنى الضمان»، صممه «إيمز آند يونغ»، بني في العام 1898 في العنوان 706 شارع تشستنَت) لفسح الطريق لـ«مول جيت واي» في العام 1983. صرحت «كارولين توفت» المديرة التنفيذية لجمعية «معالم» أن هذا المبنى [«مبنى لينكولن ترست»] «... شكّل مجموعةً من ثلاثة مبانٍ تجاريةٍ أخرى من أواخر القرن التاسع عشر بما في ذلك "مبنى وينرايت"، والتي لا يمكن أن تُعادَل في أي مكانٍ آخرَ في البلاد. كان إنقاذ وينرايت أمراً مهماً، ولكن الأكثر أهميةً بكثيرٍ أنه كان من شأنه أن ينقذ المجموعة بأكملها». قاد المهندس المعمار «جون د. راندال» حملةً واسعةً لكتابة الرسائل إلى الحاكم والمسؤولين البارزين الآخرين، وأسفرتِ الحملة عن ترميم البناء كمبنىً إداريٍّ للولاية بدلاً من هدمه.
بعد فترةٍ من الإهمال يضم المبنى الآن مكاتب ولاية ميسوري.

## الهوامش
1. ↑  صمم سوليفان كذلك ضريح وينرايت في مقبرة بيلفونتين في سانت لويس لزوجته "شارلوت ديكسون وينرايت".

## وصلات خارجية
- صور ومعلومات معمارية.